# Nasadiya-sukta
El Nasadiya-sukta es el himno 129 del 10.º mandala  del Rig-veda. Su nombre le fue puesto debido a que íncipit  dice «na asat»  También se lo conoce como el «Himno de la Creación». Explica el origen del universo tal como lo creían los indios en la época de su composición.

¿Quién sabe realmente? 
¿Quién puede proclamar que sabe? 
¿De dónde surgió esta creación?
¿De dónde se produjo?
Si los dioses surgieron después,
¿quién puede saber de dónde surgió?
Rig-veda (10.129.6)

## Interpretaciones
El himno ha generado una gran cantidad de literatura de comentarios, tanto en la teología india como en la filología occidental.
Comienza afirmando paradójicamente que «en ese entonces no existía lo no existente, ni tampoco existía lo existente» (asat āsīt na na u sát āsīt tadânīm), que es paralelo al versículo 2: «en ese entonces no existía la muerte, ni tampoco existía lo inmortal» (ná mṛtyúḥ āsīt amrtam tárhi ná).
Pero ya en el versículo 2 se menciona que había «respiración sin aliento, por su propia naturaleza, ese mismo Uno» (anit avātám svadháyā ékam tat). En el versículo 3 se despliega «desde el calor (tapas) nació ese Uno» (tat tápasaḥ mahina ajāyata ékam). El versículo 4 menciona el deseo (kama) como la semilla primigenia, y los primeros poetas (kavis) que «encontraron el vínculo del ser dentro del no ser con el pensamiento de sus corazones».
Brereton (1999) sostiene que la referencia a los sabios que buscan estar en su espíritu es central, y la procesión gradual del himno desde el no ser hasta el ser, de hecho, revive la creación dentro del oyente (ver sphota), que equipara el decir poético con la creación (ver shabda).
El himno es, sin duda, posterior al Rig-veda, y expresa un pensamiento que no corresponde con el vedismo (sacrificios de animales y dioses guerreros) más propio de las doctrinas upanishádicas.
El himno ha sido interpretado como una de las primeras apariciones de la investigación escéptica y el agnosticismo.

## Texto
A continuación se encuentra el texto en letra devanagari, letra AITS (alfabeto internacional de transliteración del sánscrito) y español:

नासदासींनॊसदासीत्तदानीं नासीद्रजॊ नॊ व्यॊमापरॊ यत् ।

किमावरीव: कुहकस्यशर्मन्नभ: किमासीद्गहनं गभीरम् ॥१॥
na āsad āsīn no sad āsīt tadānīṃ na āsīd rayo no viomā aparo iat ।
kim āvarīvaḥ kuja kasia śarmannambhaḥ kim āsīd ghajanaṃ ghabhīram ॥
1) No había existente ni no existente en ese entonces, no había reino del aire, ni un cielo más allá de él.
¿Qué estaba cubierto, y dónde? ¿Y qué daba refugio? ¿Había agua allí, insondable profundidad del agua?
न मृत्युरासीदमृतं न तर्हि न रात्र्या।आन्ह।आसीत् प्रकॆत: ।

आनीदवातं स्वधया तदॆकं तस्माद्धान्यन्नपर: किंचनास ॥२॥
na mṛitiur āsīd amṛitaṃ na tarji na rātriā ajna āsīt praketaḥ ।
ānīdavātaṃ swadhayā tadekaṃ tasmād dhānian na paraḥ kiṃ chanāsa ॥
2) No había muerte ni inmortalidad, no había señales ni división entre el día y la noche.
Esa cosa única, sin respiración, respiró por su propia naturaleza: aparte de ella no había nada en absoluto.
तम।आअसीत्तमसा गूह्ळमग्रॆ प्रकॆतं सलिलं सर्वमा।इदम् ।

तुच्छॆनाभ्वपिहितं यदासीत्तपसस्तन्महिना जायतैकम् ॥३॥
tama āsīt tamasā ghūḷamaghre apraketaṃ salilaṃ sarvamā idam ।
tuchi enābhvapijitaṃ iadā asīt tapasas tan majināyāia taikam ॥
3) Había oscuridad: al principio, oculto en la oscuridad, este Todo era caos indiscriminado.
Todo lo que existía entonces era vacío y sin forma. Por el gran poder del calor nació esa unidad.
कामस्तदग्रॆ समवर्तताधि मनसॊ रॆत: प्रथमं यदासीत् ।

सतॊबन्धुमसति निरविन्दन्हृदि प्रतीष्या कवयॊ मनीषा ॥४॥
kāmastad aghre samavartatā adhi manaso retaḥ prathamaṃ iadā asīt ।
sato bandhuma sati niravindan jṛidi pratīṣiā kavaio manīṣā ॥
4) A partir de entonces surgió el deseo en el principio, el deseo, el semen y el germen primitivo del espíritu.
Los sabios que han buscado con el pensamiento de su corazón descubrieron el parentesco que existe en lo que no existe.
तिरश्चीनॊ विततॊ रश्मीरॆषामध: स्विदासी ३ दुपरिस्विदासीत् ।

रॆतॊधा।आसन्महिमान् ।आसन्त्स्वधा ।आवस्तात् प्रयति: परस्तात् ॥५॥
tiraśchīno vitato raśmireṣāmadhaḥ swidāsī.a.a.at ।
retodhā āsan majimāna āsan swadhā avastāt praiatiḥ parastāt ॥
5) Transversalmente se amplió su línea de corte: ¿qué estaba por encima de él entonces, y qué a continuación?
Había engendradores, había fuerzas poderosas, acción libre aquí y energía más allá
कॊ ।आद्धा वॆद क।इह प्रवॊचत् कुत ।आअजाता कुत ।इयं विसृष्टि: ।

अर्वाग्दॆवा ।आस्य विसर्जनॆनाथाकॊ वॆद यत ।आबभूव ॥६॥
ko addhā veda ka ija pra vochat kuta āyātā kuta iyaṃvisṛṣṭiḥ ।
arvāgh devā asia visaryane nāthā ko veda iata ābabhūva ॥
6) ¿Quién sabe con certeza y quién puede declararlo aquí, de dónde nació y de dónde viene esta creación?
Los dioses son posteriores a la producción de este mundo. ¿Quién sabe entonces de dónde surgió por primera vez?
इयं विसृष्टिर्यत ।आबभूव यदि वा दधॆ यदि वा न ।

यॊ ।आस्याध्यक्ष: परमॆ व्यॊमन्त्सॊ आंग वॆद यदि वा न वॆद ॥७॥
iyaṃ visṛṣṭir iata ābabhūva iadi vā dadhe iadi vā na ।
io asyādhyakṣaḥ parame vyoman so aṅgha veda yadi vā naveda ॥
7) Él, el primer origen de esta creación, ya sea que haya formado todo o no lo haya formado,
cuyo ojo controla este mundo en los más altos cielos, él en verdad sabe. O quizá no sabe.
Rig-veda, mandala 10, himno 129